# NGC 1097
NGC 1097 (ou Caldwell 67) est une vaste galaxie spirale barrée située dans la constellation du Fourneau. NGC 1097 a été découverte par l'astronome germano-britannique William Herschel en 1790.

## Caractéristiques
La classe de luminosité de NGC 1097 est II et elle présente une large raie HI. C'est une galaxie LINER b, c'est-à-dire une galaxie dont le noyau présente un spectre d'émission caractérisé par de larges raies d'atomes faiblement ionisés. De plus, elle est aussi une galaxie active de type Seyfert 1.

### Distance
Sa vitesse par rapport au fond diffus cosmologique est de 1 105 ± 12 km/s, ce qui correspond à une distance de Hubble de 16,30 ± 1,15 Mpc (∼53,2 millions d'al).
À ce jour, 32 mesures non basées sur le décalage vers le rouge (redshift) donnent une distance de 17,160 ± 5,723 Mpc (∼56 millions d'al), ce qui est à l'intérieur des valeurs de la distance de Hubble.

### Morphologie
NGC 1097 a été utilisée par Gérard de Vaucouleurs comme une galaxie de type morphologique (R1')SB(rs)b pec dans son atlas des galaxies,.

### Luminosité dans l'infrarouge
La luminosité de NGC 1097 dans l'infrarouge lointain (de 40 à 400 µm)  est égale à 3,89 × 1010 {\displaystyle L_{\odot }} (1010,59{\displaystyle L_{\odot }}) et sa luminosité totale dans l'infrarouge (de 8 à 1 000 µm) est de 5,13 × 1010 {\displaystyle L_{\odot }} (1010,71{\displaystyle L_{\odot }}).

## Galaxie active

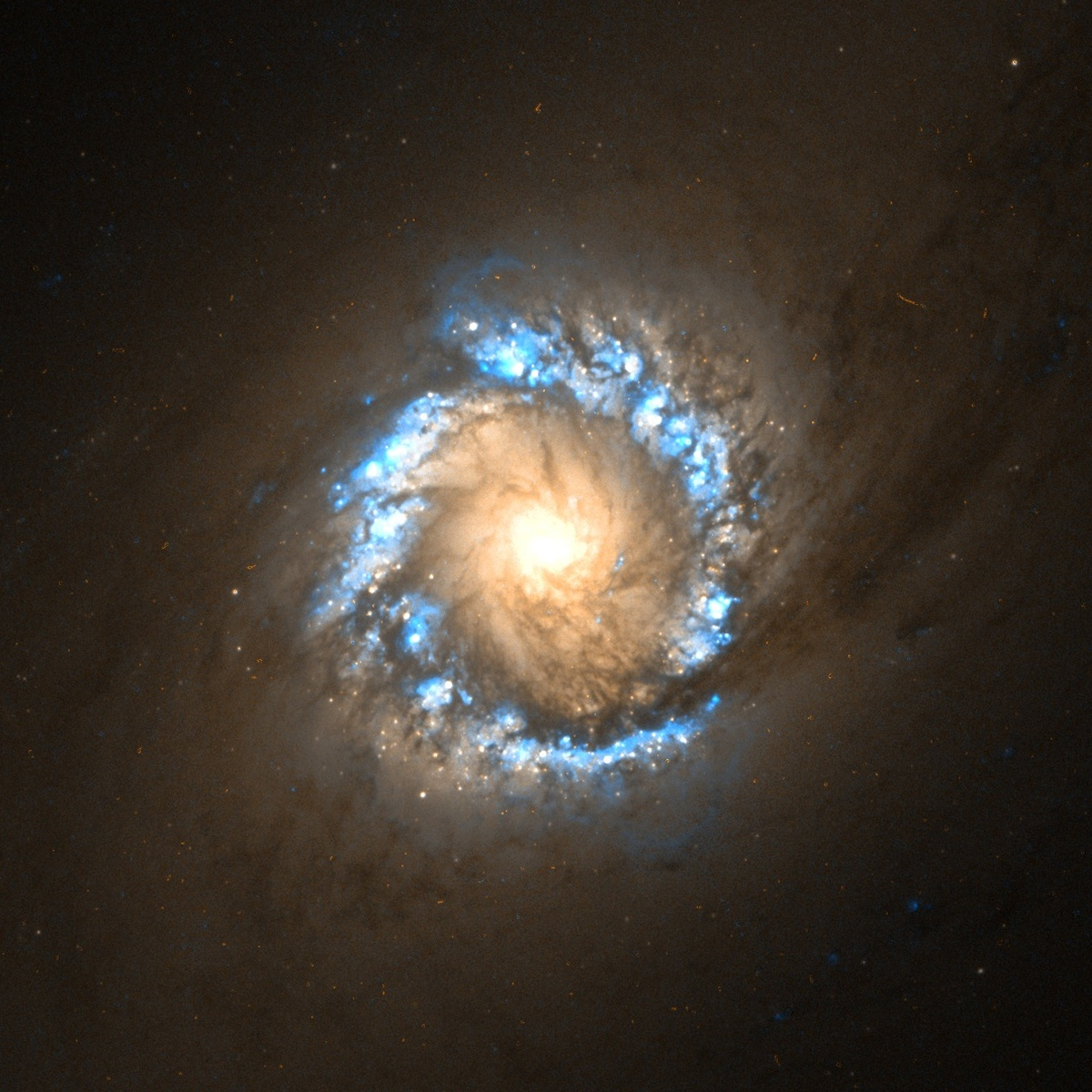
L'anneau de formation d'étoiles (en bleu) au centre de NGC 1097, imagé par le télescope spatial Hubble.

NGC 1097 est une galaxie active de type Seyfert 1 (Sy 1). Un trou noir supermassif dont la masse est estimée à 140 millions de masses solaires se trouve au centre de NGC 1097. On peut voir autour de la région centrale un anneau de formation d'étoiles accompagné d'une spirale de gaz et de poussière qui est aspirée vers le trou noir. Des radiations proviennent de cette chute de matière vers le trou noir. Le diamètre de l'anneau est d'environ 5 000 années-lumière.
C'est grâce aux observations du télescope spatial Hubble, que l'on a détecté un disque de formation d'étoiles autour du noyau de NGC 1097. La taille de son demi-grand axe est estimée à 970 pc (~3 165 années-lumière).
Selon les auteurs d'un article publié en 2012, la connaissance de la masse d'un trou noir central et du taux d'accrétion par celui-ci permet d'estimer le taux de formation d'étoiles dans la région centrale des galaxies de type Seyfert. Ce taux pour NGC 1097 serait à l'intérieur et à l'extérieur d'un rayon de 1 kpc, soit 2,3 {\displaystyle M_{\odot }}/an.

## Galaxies satellites
Avec la galaxie PGC 10479, elle figure dans l'atlas de Halton Arp sous la cote Arp 77. PGC 10479 est aussi appelé NGC 1097A sur la base de données NASA/IPAC et sur le site de SEDS. PGC 10479 est une galaxie elliptique naine (type E4 pec) qui est à environ 3,3 ′ du centre de NGC 1097 (voir la mesure sur l'image DSS), donc à environ 53 000 a.l. du centre à la distance estimée de 58 millions d'années-lumière de cette dernière.
À noter que des photographies à très longue exposition révèlent la présence de structures en forme de jets centrés sur NGC 1097. On pense que ces « jets » sont les vestiges d'une ancienne galaxie naine qui se serait fait engloutir par NGC 1097, après s'être trop rapprochée de cette dernière,.

## Supernova
Quatre supernovas ont été découvertes dans NGC 1097 : SN 1992bd, SN 1999eu, SN 2003B et SN 2023rve.

### SN 1992bd
Cette supernova a été découverte le 12 octobre 1992 par Chris Smith de l'Observatoire interaméricain du Cerro Tololo et par Lisa Wells de l'Observatoire de Kitt Peak. Cette supernova était de type II.

### SN 1999eu
Cette supernova a été découverte le 5 novembre 1999 par l'astronome amateur japonais Masakatsu Aoki. Cette supernova était de type II-pec semblable à la supernova SN 1997D (en) qui s'est produite dans NGC 1536.

### SN 2003B
Cette supernova a été découverte le 28 décembre 2003 par l'astronome amateur australien Robert Evans. Cette supernova était de type II.

### SN 2023rve
Cette supernova a été découverte le 8 septembre 2023 par Mohammad Odeh à l’observatoire Al-Khatim aux Émirats arabes unis. Cette supernova était de type II.

## Groupe de NGC 1097
NGC 1097 est la plus brillante et la plus grosse galaxie d'un groupe de galaxies d'au moins 5 membres qui porte son nom. Les quatre autres galaxies du groupe de NGC 1097 sont NGC 1079, IC 1826, NGC 1097A (PGC 10479) et ESO 416-32 (aussi désignée comme étant NGC 1097B). Le site « Un Atlas de l'Univers » mentionne également l'existence de ce groupe, mais en indiquant que les galaxies NGC 1079, NGC 1097 et IC 1826.

## Galerie

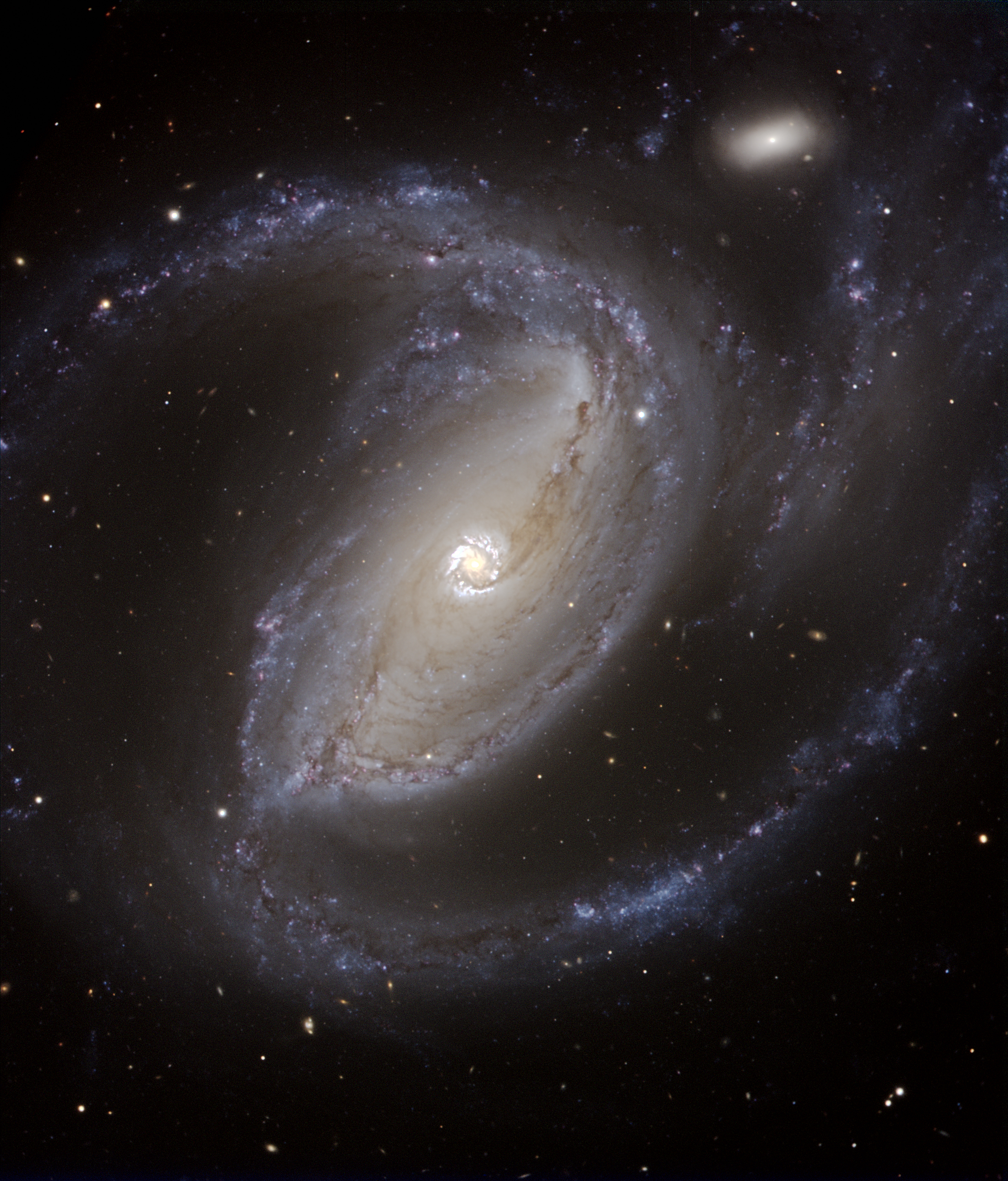
NGC 1097 par l'instrument VIMOS du Très Grand Télescope (VLT) de l'ESO.
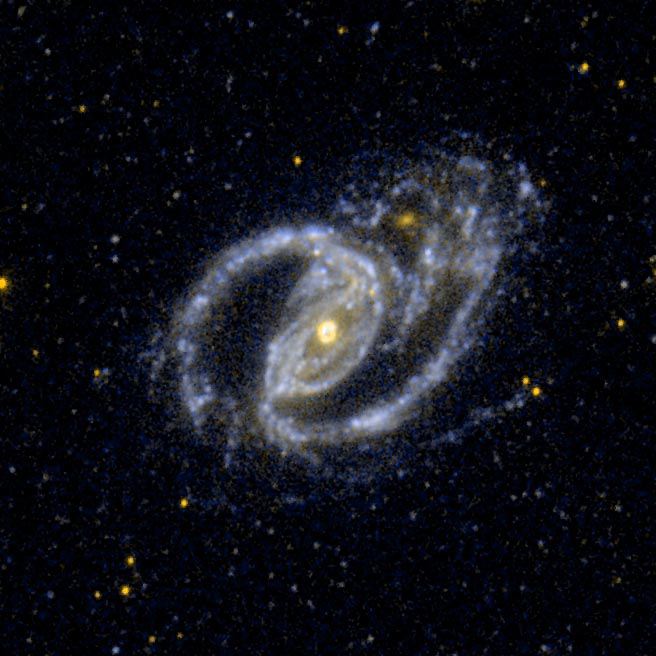
NGC 1097 en ultraviolet par le télescope spatial GALEX.
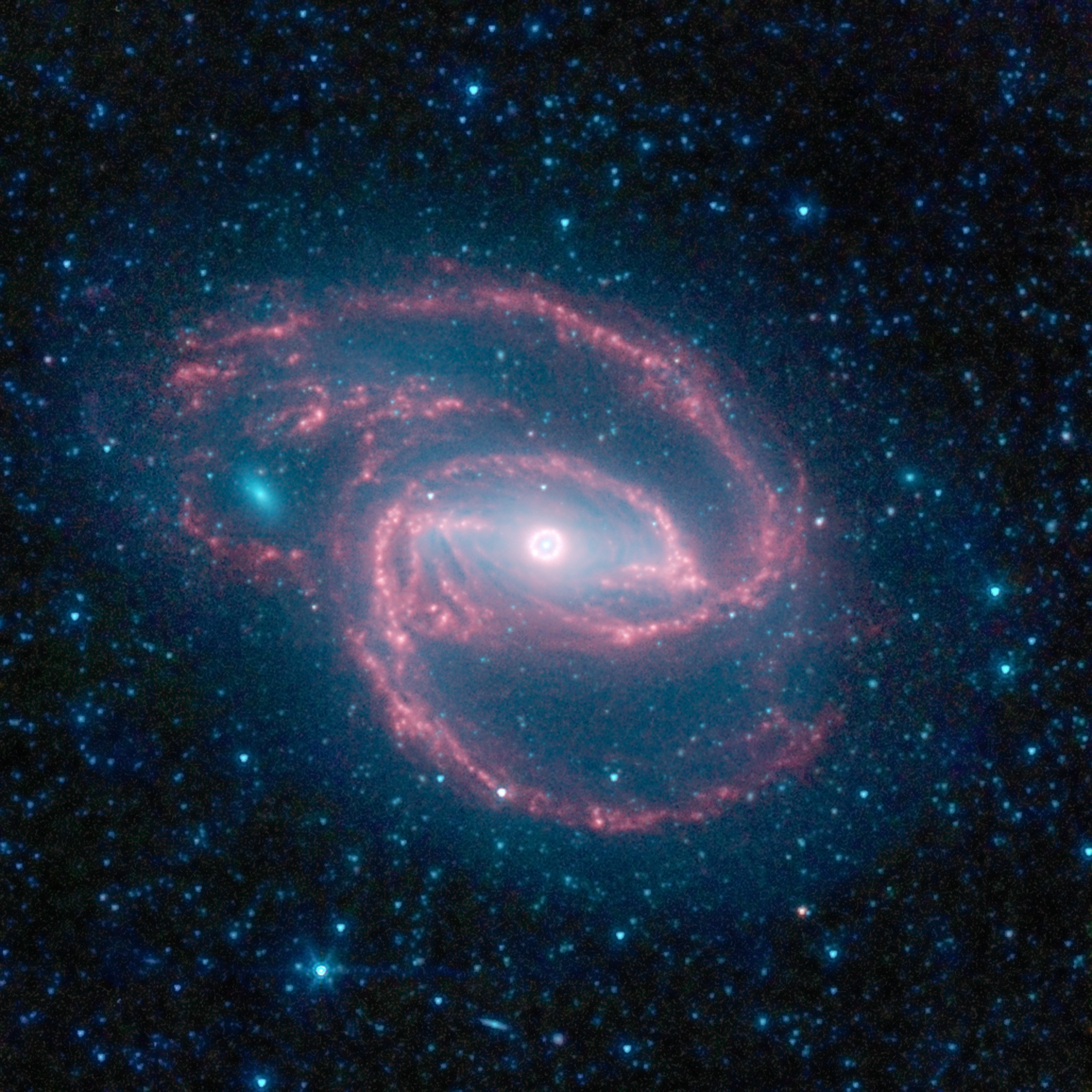
NGC 1097 en infrarouge par le télescope spatial Spitzer.
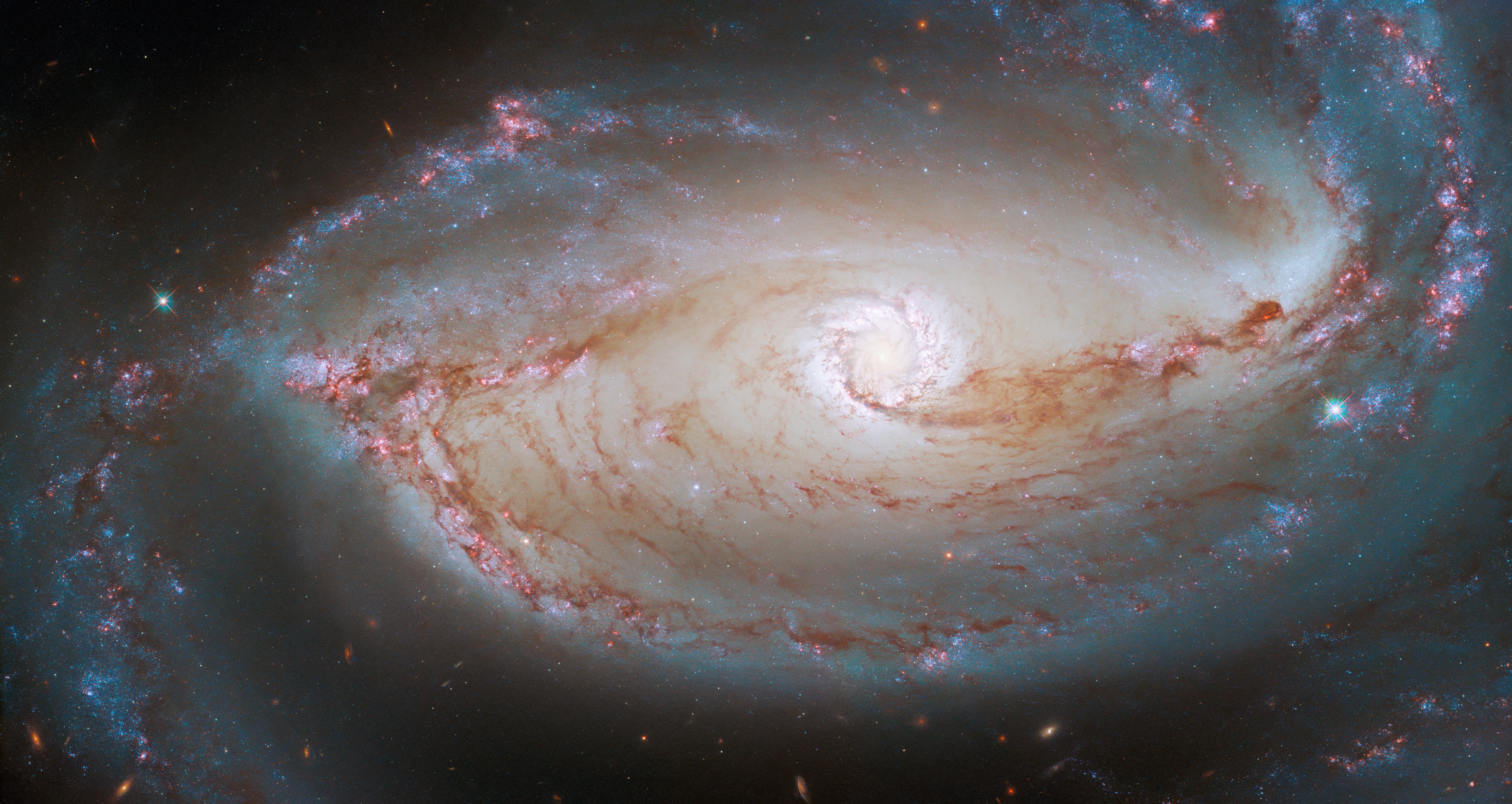
Détail de la barre de NGC 1097 par le télescope spatial Hubble.